# Омер-паша Вриони
Омер-паша Вриони (Омер-бей, Омер-Врионе, греч. Ομέρ Βρυώνης, 1789—1836) — османский военачальник во время Греческой революции и русско-турецкой войны (1828—1829).
Происходил из известной греческой фамилии, принявшей ислам после захвата турками Албании. Жил при дворе Али-паши Янинского до 1820 года.
В 1820 году — командующий  албанским корпусом у Али-паши Янинского, перешел на сторону османских войск, за что султан Махмуд II назначил его в 1820 году пашой Берата.
Главнокомандующий (сераскир) турецких войск Хуршид Ахмед-паша в 1821 году отправил Омер-пашу подавить восстание в ходе Греческой революции в Средней Греции. Имя Омер-паши связано с несколькими эпизодами Революции, в частности с битвой при Аламане, в которой был пленён Атанасиос Дьякос, с битвой при Гравье, где греками командовал Одиссей Андруцос, сражением при Василика, первой осадой Месолонгиона и другими.
Омер-паша во главе отряда турецкой конницы (1500 человек) выручил турецкий гарнизон Афин и вынудил греков 30 июня 1821 года снять осаду Акрополя и отступить к Саламину.
В 1825—1826 гг. — паша Салоник, в 1828—1829 гг. — Негропонта, бежал из Греции с армией Ибрагим-паши.
Командовал во время русско-турецкой войны (1828—1829) корпусом. Направился с 15-тысячным корпусом в Шулму для усиления гарнизона Гуссейна-паши, но 14 августа 1828 года проиграл сражение у деревни Мараш. Затем турки направили корпус Омер-паши для деблокады Варны. К 10 сентября укрепился у деревень Приселци (Мимисофляр) и Бенковски (Гаджи-Гасан-Лар). 13 сентября корпус Омер-паши пересёк реку Камчия (Камчик). 14 сентября Омер-паша занял позицию на горе Куртепе, в 2 км от отряда генерала Головина, и стал укрепляться. Получил от верховного визиря подкрепления и численность корпуса достигла до 25-30 тыс. человек при 16 орудиях. 16 сентября предпринял атаку на отряд Бистрома на мысе Галата, поддержанную гарнизоном Варны. 18 сентября состоялось сражение при Куртепе, заставившее Омер-пашу отказаться от мысли прорваться в Варну и удержавшее его на месте до конца осады. 29 сентября крепость сдалась и Омер-паша отступил, преследуемый русскими войсками.